# کارسون (داکوتای جنوبی)
کارسون (به انگلیسی: Corson) یک منطقهٔ مسکونی در ایالات متحده آمریکا است که در شهرستان مینه‌هاها، داکوتای جنوبی واقع شده‌است. کارسون ۷۰ نفر جمعیت دارد و ۴۱۵ متر بالاتر از سطح دریا واقع شده‌است.